# Cloruro di litio
Il cloruro di litio è il sale di litio dell'acido cloridrico, di formula LiCl.
A temperatura ambiente si presenta come un solido incolore (bianco) inodore. È un composto nocivo, irritante. Saggiandolo alla fiamma, la colora di rosso carminio.
Per preparare una soluzione satura evitare di aggiungere l'intero quantitativo in acqua, ma farlo gradatamente, aspettando che si sciolga prima di continuare l'aggiunta (reazione esotermica, agitare in bagno di acqua e ghiaccio).
La soluzione satura è igroscopica e tende ad aumentare il suo volume, quindi chiudere bene il contenitore per evitare fuoriuscite.

## Sintesi
Il cloruro di litio può essere prodotto per reazione fra gli elementi litio e cloro.
{\displaystyle {\ce {2Li + Cl2 -> 2LiCl}}}
Può essere prodotto anche mettendo litio metallico in acido cloridrico, questa reazione oltre a produrre cloruro di litio sprigionerà anche idrogeno gassoso.
{\displaystyle {\ce {2Li + 2HCl -> 2LiCl + H2}}}

## Precauzioni
È sconsigliata l'ingestione di cloruro di litio a causa degli effetti negativi che può avere sul sistema nervoso centrale. Per un breve periodo degli anni quaranta venne prodotto come sostituto del cloruro di sodio, il normale sale da cucina, però dopo la comparsa di sintomi di tossicità la produzione venne bloccata.